# Маурина-Пресс, Вера Ивановна
Вера Ивановна Маурина-Пресс (в девичестве Маурина; 9 (21) марта 1876, Москва — 15 сентября 1969, Нью-Йорк) — российская и американская пианистка и музыкальный педагог.
Родилась в семье адвоката. С пятилетнего возраста занималась фортепиано у своей матери, ученицы Николая Рубинштейна. Окончила Московскую консерваторию (1895) по классу Павла Пабста, со студенческих лет была дружна с Александром Скрябиным. После этого совершенствовала своё мастерство в Берлине под руководством Ферруччо Бузони и Эмиля Зауэра, увлечение музыкой Скрябина и Бузони пронесла через всю жизнь.
С 1900 г. концертировала в России (дав, в частности, сольный концерт 28 ноября в программе Московского отделения Императорского Русского музыкального общества).
Вышла замуж за скрипача Михаила Пресса, с 1905 года выступала в составе фортепианного трио с мужем и его братом, виолончелистом Иосифом Прессом. На рубеже 1900—1910-х гг. трио выступало преимущественно в Германии и других европейских странах под названием Русское трио. В те же предвоенные годы Вера Маурина была берлинским корреспондентом «Русской музыкальной газеты».
С началом Первой мировой войны супруги Пресс вернулись в Россию, но после революции снова жили в Германии. Вера Маурина-Пресс перешла, главным образом, на преподавательскую работу. В 1934—1937 гг. жила и работала в Бразилии, а затем обосновалась в США, где среди её учеников был юный Мортон Фелдман, вспоминавший: «она, не будучи излишне требовательной, привила мне скорее живую музыкальность, а не музыкальное мастерство». Памяти своей наставницы Фелдман посвятил пьесу «Мадам Пресс умерла на прошлой неделе в возрасте 90 лет».